# Jarzębowo
Jarzębowo (deutsch Jarmbow) ist ein Dorf im Powiat Kamieński der Woiwodschaft Westpommern in Polen. Es gehört zur Gmina Wolin (Landgemeinde Wollin).

## Geographische Lage
Das Dorf liegt auf der Insel Wolin (Wollin) am Westufer  der Dziwna (Dievenow), acht Kilometer nördlich der Stadt Wolin (Wollin ) und zehn Kilometer südwestlich der Kreisstadt Kamień Pomorski (Cammin i. Pom.).

## Geschichte
Von 1816 bis 1945 bildete Jarmbow eine Landgemeinde im Kreis Usedom-Wollin der preußischen Provinz Pommern. Zu der Gemeinde gehörten keine weiteren benannten Wohnplätze. Im Jahre 1910 wurden in Jarmbow 221 Einwohner gezählt; im Jahre 1925 waren es 226 Einwohner in 44 Haushaltungen.
Im Jahr 1945 gehörte Jarmbow zum Landkreis Usedom-Wollin im Regierungsbezirk Stettin der preußischen Provinz Pommern des Deutschen Reichs.
Gegen Ende des Zweiten Weltkriegs wurde die Insel Wollin mit dem Dorf Jarmbow im Frühjahr 1945 von der Roten Armee besetzt und später  von der Sowjetunion zusammen mit ganz Hinterpommern unter polnische Verwaltung gestellt. In der Folgezeit setzte die Zuwanderung von Polen ein. Die deutsche Bevölkerung wurde von der örtlichen polnischen Verwaltungsbehörde aus Jarmbow  vertrieben und das Dorf in „Jarzębowo“ umbenannt.

### Demographie
| Jahr | Anzahl Einwohner | Anmerkungen                           |
| ---- | ---------------- | ------------------------------------- |
| 1818 | 113              | [ 2 ]                                 |
| 1859 | 210              | in 33 Familien                        |
| 1867 | 215              | am 3. Dezember                        |
| 1871 | 207              | am 1. Dezember, sämtlich Evangelische |
| 1933 | 201              | [ 5 ]                                 |
| 1939 | 193              | [ 5 ]                                 |

## Sehenswürdigkeiten
- Ehemaliges Herrenhaus.